# Martin Kausche
Martin Kausche (* 7. April 1915 in Stettin; † 12. Februar 2007 in Worpswede) war ein deutscher Maler und Graphiker.

## Leben
Geboren als Sohn eines Kaufmanns, machte Kausche 1933 sein Abitur am Kaiser-Wilhelms-Gymnasium seiner Heimatstadt Stettin. Am Gymnasium war der Maler Otto Lang-Wollin sein Kunstlehrer. Ferner besuchte Kausche Abendkurse an der Kunstgewerbeschule Stettin. Anschließend studierte Kausche 1934/1935 an der Kunstgewerbeschule Stuttgart bei Friedrich Hermann Ernst Schneidler, dann ab 1936 an den Vereinigten Staatsschulen für freie und angewandte Kunst Berlin. Nach Reichsarbeitsdienst und einer Studienreise nach Italien lebte er ab 1938 als freier Künstler in Stettin. Im Zweiten Weltkrieg war er ab 1941 für die Organisation Todt tätig. Im Januar 1945 heiratete er in Tirol die Buch-Illustratorin und Autorin Eva Kausche-Kongsbak (* 1918; † 2010). 
Nach dem Zweiten Weltkrieg und dem Verlust der Heimat ließ er sich im Sommer 1945 zusammen mit seiner Frau in Worpswede nieder, wo er bis zu seinem Tode lebte und arbeitete. Einer seiner ersten Aufträge war die Gestaltung der Titelzeile für die in der benachbarten Großstadt Bremen von Hans Hackmack neu gegründete Tageszeitung Weser-Kurier, die dann am 19. September 1945 erstmals erschien. Kausche setzte beim Zeitungstitel einen Siegelpunkt zwischen „Weser“ und „Kurier“, wobei ihm das große Bremer Stadtsiegel von 1366 als Grundlage diente, und verwendete als Schrift die klassische Antiqua.

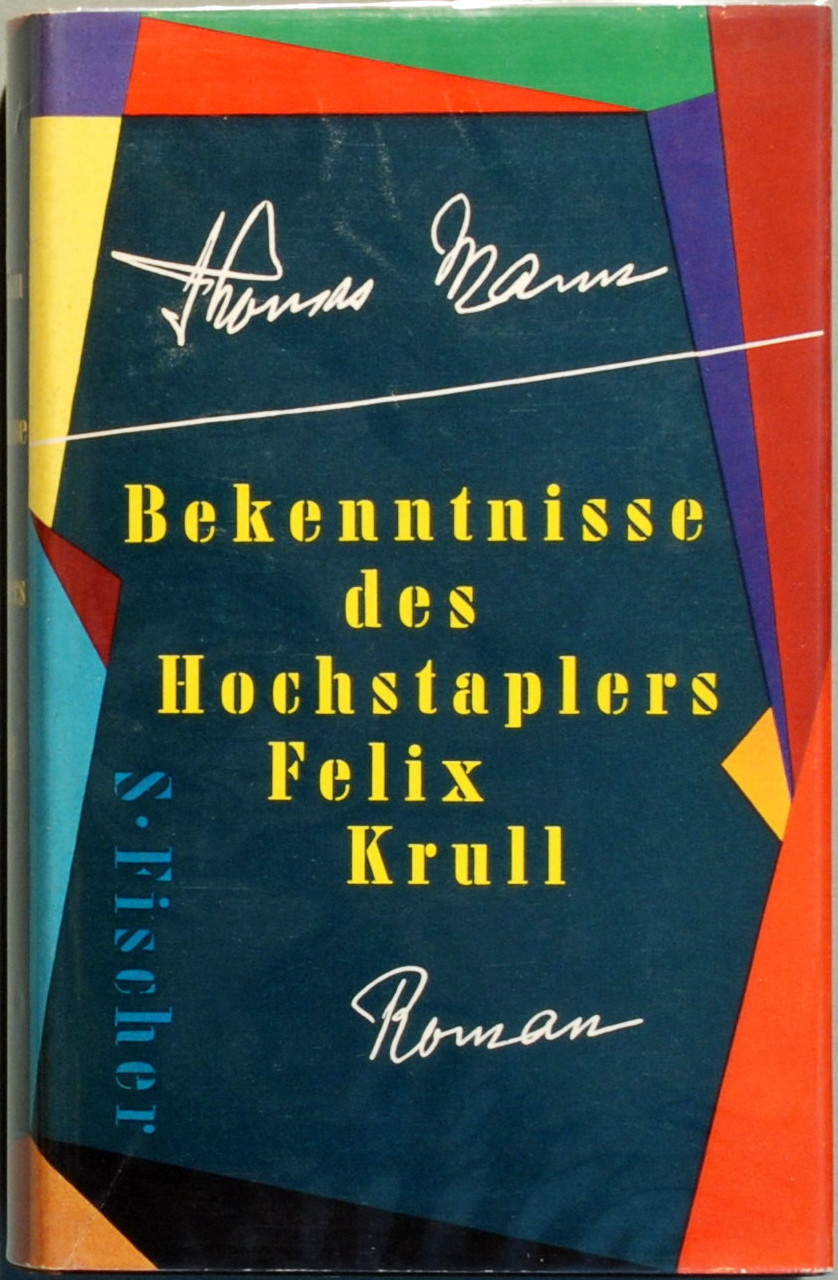
Thomas Manns Bekenntnisse des Hochstaplers Felix Krull (1954)

In den 1950er und 1960er Jahren machte er sich als Gestalter von Buchumschlägen einen Namen. Er prägte unter anderem maßgeblich das Erscheinungsbild des S. Fischer Verlags. 2004 wurde die Jubiläumsausgabe von Thomas Manns Bekenntnisse des Hochstaplers Felix Krull in der Originalausstattung von 1954 wieder aufgelegt. Auch für bekannte Lexika von Brockhaus und Kindler entwarf er in dieser Zeit die Schutzumschläge.

Schrift Mosaik, entworfen 1954

1954 entwarf er die Schrift Mosaik für die Schriftgießerei Stempel, die 2005 von einem kanadischen Hersteller bearbeitet und erweitert unter dem Namen Sultan in digitaler Form wieder aufgelegt wurde.
Kausche war Mitbegründer und langjähriger Vorsitzender des Vereins Atelierhaus Worpswede e. V., der Künstlerhäuser in Worpswede unterhält, in denen Gastkünstlern Arbeitsräume und Ateliers zur Verfügung gestellt werden. Anlässlich seines 90. Geburtstages am 7. April 2005 wurde die Stipendiatenstätte, die seit zehn Jahren Teil der Worpsweder Künstlerhäuser ist, in „Martin Kausche Ateliers“ umbenannt.

## Ehrungen
- Bundesverdienstkreuz am Bande (1986)
- Ehrenring des Landschaftsverbands der ehemaligen Herzogtümer Bremen und Verden (1995)